# Martie 1981
Acest articol este generat integral pe baza informațiilor din articolul 1981 și este actualizat periodic de un robot.
 Editările făcute în articol vor fi șterse la următoarea actualizare! Dacă doriți să faceți modificări, editați articolul-sursă.

ianuarie -
februarie -
martie -
aprilie -
mai -
iunie -
iulie -
august -
septembrie -
octombrie -
noiembrie -
decembrie
Martie 1981 a fost a treia lună a anului și a început într-o zi de duminică.

## Evenimente
- 11 martie: Președintele chilian, Augusto Pinochet, depune jurământul pentru o perioadă de 8 ani la președinție.
- 29 martie: Are loc prima ediție a Maratonului de la Londra cu 7.500 de alergători la start.
- 30 martie: Președintele american, Ronald Reagan, a fost împușcat și rănit, în fața unui hotel din Washington D.C., de către un necunoscut cu probleme psihice, numit John Hinckley Jr.

## Nașteri
William Power, pilot auto australian formula IndyCar
Aline Lahoud, artistă libaneză
Bryce Dallas Howard, actriță americană
Florin Maxim, fotbalist român
Eduard Stăncioiu, fotbalist român
Cristina Scarlat, cântăreață din R. Moldova
Cristian Hăisan, fotbalist român
László Nagy, handbalist maghiar
Teodor Dună, poet român
Gorka Iraizoz, fotbalist spaniol
Nasri (Nasri Tony Atweh), cântăreț canadian de origine palestiniană
Mihai Ștețca, fotbalist român
Liviu Iolu, jurnalist român
Li Na, scrimeră chineză
Samuel Eto'o, fotbalist camerunez
Dan Tanasă, politician
Annamari Dancs, cântăreață română
David Anders (David Anders Holt), actor american
Mayumi Ono, actriță japoneză
Marele Duce George Mihailovici al Rusiei
Milanko Rašković, fotbalist sârb
Kim Nam-Gil, actor sud-coreean
Vitali Kim, politician ucrainean
Alin-Adrian Nica, politician român din Dudeștii Noi, județul Timis
Young Buck, rapper american
Brice Guyart, scrimer francez
Liviu Vârciu, actor român
Servet Çetin, fotbalist turc
Nicky Jam, cântăreț american
Octavian Chihaia, fotbalist român
Kolo Touré, fotbalist ivorian
Márcio Miranda Freitas Rocha da Silva, fotbalist brazilian
Marcos Roberto Nascimento da Silva, fotbalist brazilian
Stanislav Genciev, fotbalist bulgar
Martin Živný, fotbalist ceh
Mirel Rădoi, fotbalist și antrenor român
Dan-Răzvan Rădulescu, muzeograf și politician român
Valeria-Diana Schelean-Șomfelean, politician român
Florentin Cruceru, fotbalist român
Casey Neistat, youTuber american
Jay Sean (n. Kamaljit Singh Jhooti), cântăreț, producător de discuri, cantautor și aranjator britanic
Cacau (n. Jeronimo Maria Barreto Claudemir da Silva), fotbalist german de origine braziliană
Jung Seung-hwa, scrimer sud-coreean
Andrei-Valentin Sava, politician român
Alexandru Cumpănașu, politician român
Vlad Batrîncea, politician din R. Moldova

## Decese
- 10 martie: Max Delbrück, 74 ani, biofizician și genetician germano-american (n. 1906)
- 27 martie: Mao Dun, 84 ani, scriitor chinez (n. 1896)
- 29 martie: David Prophet, 43 ani, pilot britanic de Formula 1 (n. 1937)